# Empirisme logique
L'empirisme logique est parfois nommé positivisme logique, néo-positivisme, ou empirisme rationnel. Elle est une école philosophique principalement illustrée par le Cercle de Vienne, fondée par un groupe réunissant des scientifiques et philosophes viennois dans les années 1920. Le Cercle de Vienne était avant tout un lieu de discussion entre scientifiques (Niels Bohr et Einstein y sont occasionnellement intervenus) et philosophes qui ne partageaient pas les mêmes convictions.
Il se forme autour du philosophe Moritz Schlick, et on y trouve notamment les mathématiciens Hans Hahn et Karl Menger, le physicien Philipp Frank, le sociologue Otto Neurath, les philosophes Rudolf Carnap et Victor Kraft, ainsi que des étudiants en philosophie comme Friedrich Waismann et Herbert Feigl. À la même époque, à Berlin, des sympathisants se regroupent autour de Hans Reichenbach et de la Gesellschaft für Empirische Philosophie (Société pour la philosophie empirique). Fondée en 1928, celle-ci accueillit Carl Gustav Hempel, Richard von Mises, David Hilbert et Kurt Grelling.
Le Cercle de Vienne est l'auteur d'un manifeste, publié en 1929 sous le titre La conception scientifique du monde, où il expose ses thèses principales. On peut aussi citer Alfred J. Ayer, qui a résumé les grandes thèses du positivisme logique, dans son œuvre Langage, Vérité et Logique (1936). On peut brièvement synthétiser celles-ci ainsi : il n'existe pas, comme le prétendait Kant, de jugement synthétique a priori. Par conséquent, la métaphysique ne peut être une science. D'autre part, tout énoncé de connaissance est soit analytique, soit synthétique a posteriori, et donc vérifiable par l'expérience. Dès lors, les énoncés éthiques et métaphysiques sont, en tant qu'énoncés prescriptifs et non descriptifs et vérifiables, nécessairement « vides de sens ». Le positivisme logique est ainsi à l'origine de la dichotomie tranchée entre les « faits » et les « valeurs » (reprise par le positivisme juridique), qui a été par la suite partiellement remise en cause.

## L'héritage positiviste
Le positivisme logique, ou néo-positivisme est issu du positivisme de Ernst Mach, d'Henri Poincaré et de la pensée du jeune Wittgenstein. Le positivisme est avant tout porté sur l'étude de la science. Il cherche à rompre avec les méthodes de la théologie et de la « métaphysique », qui chercheraient, selon eux, des dieux ou des causes mystérieuses pour expliquer les phénomènes. Le positivisme renonce à donner des causes aux phénomènes et ne cherche qu'à donner des lois permettant de les décrire et de les prédire. Sur ce point, le positivisme logique est parfaitement fidèle au premier positivisme, formulé au XIXe siècle par Auguste Comte (on pourrait même ajouter qu'il ne diffère pas, sur ce point, de la critique kantienne distinguant entre la connaissance des phénomènes et celle, impossible, des noumènes : le positivisme logique partageait ainsi, dans une certaine mesure, le point de vue du kantisme sur la distinction entre science et croyance). Il s'agit de décrire et de justifier les découvertes scientifiques en analysant leur démarche et leurs principes, de se poser la question comment le monde peut-il être ainsi ? (et non pourquoi est-il ainsi ?).
Il se distingue cependant du positivisme d'Auguste Comte par son empirisme. Chez Comte en effet, l'expérience sensible est très largement déterminée par les théories dont nous disposons pour la comprendre et n'a aucune priorité, alors que le positivisme logique considère, dans la continuation de l'empirisme de Locke et de Hume, que la sensation est le fondement de la connaissance. Les sensations sont absolument indubitables, et peuvent donc, une fois formulées dans un langage précis, servir à créer des théories scientifiques. Les sensations doivent prendre la forme d'énoncés protocolaires décrivant qu'une certaine sensation a été ressentie à tel lieu et tel moment par telle personne. Les propositions protocolaires étant absolument vraies, la science n'a plus qu'à comprendre les relations entre ces propositions pour obtenir une théorie complète de la réalité physique. En cela, Ernst Mach est le véritable précurseur du Cercle de Vienne[réf. nécessaire], car il défendait déjà l'idée selon laquelle le concept de réalité objective n'était pas utile en science. La science ne ferait selon lui qu'organiser de façon rationnelle et précise les relations entre nos sensations.
Si les sciences peuvent toutes se fonder sur les propositions protocolaires, alors les sciences auront une unité non seulement méthodologique mais aussi théorique. Il n'y a plus de raison de principe de distinguer les différentes sciences en fonction de leur domaine, comme le faisait Comte. Ultimement, d'après Quine, l'unité de la science repose sur l'unité du réel. Tous les phénomènes (biologiques, sociaux, culturels, etc.) sont réductibles à des phénomènes physiques, c'est-à-dire qu'ils sont entièrement descriptibles à partir des lois fondamentales de la physique. Ce réductionnisme des sciences à la seule physique prend le nom de « physicalisme ».
Par ailleurs, le positivisme logique, tout comme le positivisme, n'est pas sans préoccupations politiques. Proches du socialisme et de la social-démocratie, le Cercle de Vienne et la Société de la philosophie scientifique de Berlin identifiaient d'une part la lutte contre l'idéalisme allemand au projet global d'élimination de la métaphysique, et d'autre part considéraient leur critique comme une forme de résistance à l'irrationalisme de l'idéologie fasciste. Selon le manifeste de 1929, la science est une conception du monde à part entière, et pas simplement une discipline à laquelle on peut ou pas se livrer. La politique aussi doit renoncer à ses « dogmes métaphysiques » et être dirigée par des principes scientifiques[réf. nécessaire] : le projet comtien, précurseur de la technocratie, est repris. Neurath, notamment, a donné sa dimension politique au Cercle de Vienne [réf. nécessaire].

## La dimension «logique» du positivisme
La principale nouveauté du Cercle de Vienne consiste dans son usage de la logique développée par Frege et Russell pour l'étude des problèmes scientifiques. La conception de la philosophie est ainsi radicalement modifiée, pour se concentrer sur l'épistémologie et la philosophie des sciences : tout le reste ne serait que des faux problèmes pour lesquels on ne peut attendre aucune solution scientifique. La philosophie doit être la « logique de la science », c'est-à-dire examiner les théories scientifiques, et en dégager les relations logiques. Elle doit montrer comment le langage d'observation constitué par les « propositions protocolaires », ou « énoncés observationnels », fournit les prémisses sur lesquelles on peut déduire les propositions scientifiques, ou théoriques, proprement dites.

### La théorie vérificationniste de la signification
La science, quant à elle, serait menacée par la métaphysique, simple mythe assimilable à la poésie. Carnap dira du métaphysicien qu'il est « un musicien sans talent musical ». Selon le positivisme, la plupart des énoncés métaphysiques ne sont ni vrais ni faux : ils ne seraient que « non-sens » (Unsinnig), dans la mesure où il ne s'agit ni d'énoncés analytiques, ni d'énoncés synthétiques empiriques et donc vérifiables par le recours à l'expérience, et qu'enfin l'existence, affirmée par Kant, des jugements synthétiques a priori est niée. Avec le passage du positivisme au positivisme logique[réf. nécessaire], la critique de la métaphysique est passée d'une critique sur ses méthodes et ses thèses à une critique sur sa signification elle-même.
La logique va donc servir ici à distinguer le sens du non-sens : on utilise comme critère la théorie vérificationniste de la signification. Le sens d'une proposition est réduit à sa signification cognitive, autrement dit à la valeur de vérité de celle-ci : une proposition qui n'est ni vraie ni fausse est, selon le Cercle de Vienne, dépourvue de signification. C'est en ce sens que le positivisme affirme que les énoncés poétiques, ou métaphysiques, sont des énoncés sur le langage, et non sur le monde : ils n'ont pas de valeur de vérité, celle-ci dépendant d'une correspondance avec les faits empiriques.
Selon la théorie vérificationniste, la signification logique d'un énoncé dépend en effet de la possibilité de sa vérification empirique: « le sens d'un énoncé est la méthode de sa vérification » (Carnap). Selon le positivisme, les énoncés se divisent en énoncés analytiques (les propositions de la logique et des mathématiques, réductibles à des tautologies) et en énoncés synthétiques, qui constituent les sciences empiriques. Les énoncés analytiques n'apprennent rien sur le monde, et sont vrais de par la signification des termes qui les composent (ainsi, « tous les célibataires sont non-mariés »). Ce sont des propositions sinnlos et non pas unsinnig: non pas « absurdes », mais « vides de sens ». Le réductionnisme logique de Frege et Russell montrerait alors, en réduisant à la logique mathématique les énoncés des mathématiques, que ces derniers sont formés de tautologies. En se ralliant à Wittgenstein, Russell abandonne ainsi sa position de 1903 (dans Principles of Mathematics), où il considérait que Kant avait eu raison, dans la Critique de la raison pure, de qualifier les mathématiques de « synthétiques », mais qu'il aurait aussi dû accorder ce statut aux énoncés logiques.
Pour qu'un énoncé synthétique ait un sens, il faut donc qu'il porte sur un fait empirique observable. S'il n'est pas vérifiable à l'aide de l'expérience, alors c'est soit de la pseudo-science, soit de la métaphysique. Ainsi une proposition affirmant « il y a un Dieu » n'est ni vraie, ni fausse, mais tout simplement dénuée de signification, car invérifiable. L'empirisme logique divise ainsi les énoncés des théories scientifiques en « expressions logiques » et en « expressions descriptives » : les expressions logiques rassemblent les connecteurs logiques et les quantificateurs, et sont partagés par toutes les sciences, tandis que les expressions descriptives sont spécifiques à chaque science (par exemple le concept de « force », d'« électron » ou de « molécule »). Les termes descriptifs eux-mêmes se divisent en « langage observationnel » et en « langage théorique »: le langage observationnel désigne les entités publiquement observables (c'est-à-dire observables à vue nue, par exemple une « chaise »), tandis que le langage théorique comporte des termes désignant des entités non observables (ou plus difficilement observables, comme un « proton »).
À partir de cette distinction entre les énoncés descriptifs observationnels et les énoncés descriptifs théoriques, la théorie vérificationniste de la signification en arrive à postuler qu'« un énoncé a une signification cognitive (autrement dit, fait une assertion vraie ou fausse) si et seulement s'il n'est pas analytique ou contradictoire et s'il est logiquement déductible d'une classe finie d'énoncés observables ».

### Traduire le vocabulaire théorique dans le vocabulaire observationnel
Conformément à la distinction, parmi les énoncés descriptifs, entre les énoncés observationnels et les énoncés théoriques, les positivistes tentent de « traduire le vocabulaire théorique dans le vocabulaire observationnel », puisque seul celui-ci peut fournir un appui empirique à la connaissance. Dans La Logique de la physique moderne (1927), Percy Williams Bridgman, futur prix Nobel de physique et partisan de l'opérationnisme, affirmait qu'il était possible de réaliser une telle traduction intégrale. De même, Ernst Mach, avant lui, et Rudolf Carnap, dans Der Logische Aufbau der Welt (1928), pensaient qu'une telle réduction au vocabulaire observationnel était possible.
Mais en 1936-1937, Carnap montre l'échec de ce programme, dans un article intitulé Testability and Meaning. Prenons l'énoncé « Un corps est soluble si et seulement si lorsqu'on l'a plongé dans l'eau il se dissout », qui permet de traduire en termes observationnels le concept théorique de « solubilité ». L'antécédent (un corps est soluble) est vrai même lorsque l'antécédent de la seconde proposition est faux : autrement dit, tout corps est soluble tant qu'on ne l'a pas plongé dans l'eau. Carnap propose alors d'utiliser des énoncés de « réduction », par exemple « Si un corps est placé dans l'eau (à l'instant t), alors ce corps est soluble si et seulement s'il se dissout (à l'instant t). » Carnap inverse donc les connecteurs logiques : le biconditionnel (si et seulement si) prend la place du conditionnel. Mais cet énoncé de réduction est plus faible que la définition en termes observationnels : il ne spécifie que partiellement la signification de « soluble ».
Les positivistes vont ensuite distinguer, parmi les théories scientifiques matures, et axiomatisables, entre le vocabulaire théorique, formé d'axiomes ou postulat, et de théorèmes dérivés de ceux-ci, et les prédictions observationnelles, formulées à l'aide de termes du vocabulaire observationnel, celles-ci étant rattachées à celui-ci par un système de « règles de correspondance » (Carnap et Nagel ; Reichenbach parle de « définitions coordinatrices »; F.P. Ramsey et Norman Robert Campbell de « dictionnaire » ; enfin Hempel de « système interprétatif »).

### L'émotivisme d'Alfred Ayer
Alfred Ayer critiqua ainsi, pour ce motif, l'idéalisme du philosophe britannique F.H. Bradley, dans son livre Language, Truth, and Logic (1936), qui popularisa les thèses du positivisme logique dans le monde anglo-saxon. Le critère vérificationniste était aussi destiné à être employé dans les sciences, pour pourchasser les énoncés métaphysiques qui y étaient encore présents. Ayer défendit par ailleurs une conception méta-éthique qualifiée d'émotiviste dans cet ouvrage, qui s'oppose à tout cognitivisme moral : les valeurs morales ne pouvant faire l'objet de propositions logiques, il n'est pas possible, selon lui, d'argumenter rationnellement en matière de morale.

### La conception instrumentale des théories scientifiques
De plus, le Cercle de Vienne partage une conception instrumentale des théories scientifiques : celles-ci doivent permettre de faire des prédictions observables, et non d'expliquer la réalité, c'est-à-dire de donner des représentations (vraies ou fausses) de la réalité.

### Le statut de la logique
Par contre, le statut de la logique ne fait pas l'unanimité dans le Cercle de Vienne, et a été sujet à des changements de vues. Schlick défend une conception, proche de Wittgenstein, qui fait de la logique une activité et non une théorie[réf. nécessaire]. La logique ne pouvant rien dire de sensé, elle a seulement pour rôle de donner des éclaircissements sur les propositions scientifiques. Par conséquent, la théorie vérificationniste de la vérité, qui est censée distinguer le sens du non-sens, serait elle-même un non-sens [réf. nécessaire].
Carnap défend une vision opposée de la logique. Certes, la logique ne parle pas des objets du monde, mais elle est bien une théorie, elle établit la syntaxe des propositions scientifiques [réf. nécessaire]. Il est possible de parler du discours sans se perdre dans la métaphysique. Mais si en 1934, Carnap affirme, dans la Syntaxe logique du langage, qu'il est possible de distinguer dans un langage les énoncés dotés de sens des énoncés absurdes (Unsinnig) à l'aide d'une simple « analyse formelle purement syntaxique, il reconnaît dans Introduction to Semantics (1942), écrit après les travaux de Tarski, « la nécessité de recourir à des concepts sémantiques (comme ceux de référence et de vérité) pour déterminer le statut cognitif des énoncés d'un langage ».
En 1934, l'analyse syntaxique, logique, de Carnap, lui permet de reformuler dans l'« idiome formel » les phrases de l'« idiome matériel », ce qui lui permet de montrer, selon lui, que certains énoncés métaphysiques ne sont pas absurdes, mais « donnent l'illusion de transmettre une information sur le monde ». Il rejoint alors la thèse de Wittgenstein dans le Tractatus logico-philosophicus, qui distingue radicalement la science de la philosophie : les énoncés philosophiques, lorsqu'ils ne sont pas absurdes, ne portent pas sur le monde, mais sur le langage: ils expriment une préférence à l'égard d'un cadre linguistique.

## Critique de l'empirisme logique
Dans la Logique de la découverte scientifique, Karl Popper a critiqué l'usage du critère vérificationniste en tant que critère de démarcation scientifique, distinguant ce qui est de la science et ce qui n'en est pas. Pour lui, une théorie (et non un énoncé) n'est scientifique qu'à condition d'être réfutable.
Quine, dans les Deux Dogmes de l'empirisme, s'en prend de façon plus radicale aux thèses de l'empirisme logique. Il attaque l'idée que l'on puisse faire une distinction tranchée entre énoncés synthétiques, portant sur des « faits », et énoncés analytiques, vrais de façon a priori et nécessaire, en vertu des seules règles logiques. Pour lui, la notion d'énoncé analytique est mal définie.
Le second « dogme de l'empirisme » selon Quine, celui du réductionnisme de tout énoncé à des énoncés portant sur des sensations (les « énoncés protocolaires » ou « observationnels ») n'est pas tenable. Quine défend une approche holiste : l'expérience ne peut infirmer un énoncé particulier, mais met en jeu l'ensemble de la théorie, l'expérimentateur ayant le libre choix de modifier les énoncés qu'il veut (qu'ils soient « observationnels » ou « théoriques ») afin d'accorder sa théorie à l'expérience. Dès lors, il laisse entendre que la logique peut, elle aussi dans une certaine mesure, et en dernière instance, être révisée, comme n'importe quel énoncé de fait. Contrairement à Carnap, qui croyait en l'existence d'énoncés analytiques vrais a priori, Quine pense qu'aucun énoncé vrai, fût-il a priori, n'est irréfutable. Il met en avant que même la géométrie euclidienne a été remplacée par une géométrie non euclidienne, et que rien n'empêche, a priori, d'affirmer que la logique classique ne pourrait être remplacée par une autre logique.
Une autre critique, portant sur la dichotomie établie par Carnap entre les « énoncés observationnels » et les « énoncés théoriques », ainsi que sur l'espoir de Carnap de construire un langage formel, précis, sans passer par des termes imprécis, « pré-scientifiques », a été élaborée par Hilary Putnam, dans un article intitulé « Ce que les théories ne sont pas ». Celle-ci repose sur deux points principaux :
- les « énoncés observationnels » ne désignent pas des choses seulement publiquement observables, mais aussi des entités non observables ; inversement, il y a des termes théoriques qui désignent des choses observables ;
- l'interprétation d'une expérience ne porte pas uniquement sur les « énoncés observationnels », mais aussi sur les « énoncés théoriques » : « la justification, en science, s'effectue dans toutes les directions possibles » ; des énoncés observationnels sont justifiés par des énoncés théoriques et vice-versa.

#### Textes fondateurs
- Cercle de Vienne, « La conception scientifique du monde », 1929, in Antonia Soulez (dir.) Manifeste du Cercle de Vienne et autres écrits, Paris, PUF, 1985
- Hans Hahn, Logik, Mathematik und Naturerkennen, 1933
- Otto Neurath, Einheitswissenschaft und Psychologie, 1933
- Rudolf Carnap, Die Aufgabe der Wissenschaftlogik, 1934. Tr. fr. "La tâche de la logique de la science", in S. Laugier et P. Wagner, dir. Philosophie des sciences, vol. 1, Paris, Vrin, 2004.
- Philipp Frank, Das Ende der mechanistischen Physik, 1935
- Otto Neurath, Was bedeutet rationale Wirtschaftsbetrachtung, 1935
- Otto Neurath, E. Brunswik, C. Hull, G. Mannoury, Joseph Henry Woodger, Zur Enzyklopädie der Einheitswissenschaft. Vorträge, 1938
- Otto Neurath, « Unified Science as Encyclopedic Integration », International Encyclopedia of Unified Science, University of Chicago Press, 1938, vol. 1, no 1, p. 1-27
- Richard von Mises, Ernst Mach und die empiristische Wissenschaftauffassung, 1939
- W. V. Quine, « Deux Dogmes de l'empirisme », Du point de vue logique : Neuf essais logico-philosophiques, 1951, Vrin, 2004
- Stöltzner, Michael et Thomas Uebel, éd., Wiener Kreis, Hambourg, Felix Meiner, 2006 [collection de textes fondateurs; plusieurs sont traduits in Christian Bonnet et Pierre Wagner, dir. L'Âge d'or de l'empirisme logique, Paris, Gallimard, 2006].
- Hans Reichenbach, L’Empirisme logistique et la Désagrégation de l’a priori

#### Introduction et commentaires
Pierre Jacob (dir.), 'De Vienne à Cambridge. L'héritage du positivisme logique, Gallimard, 1980.
- Christian Bonnet et Pierre Wagner (dir.), L'Âge d'or de l'empirisme logique. Vienne-Berlin-Prague, 1929-1936, Paris, Gallimard, 2006
- Jacques Bouveresse, Essais VI, Les lumières des positivistes, Agone, 2011  (ISBN 978-2-7489-0066-8)
- Michael Friedman, Reconsidering Logical Positivism, Cambridge, Cambridge University Press, 1999
- Mélika Ouelbani, « Les critiques du positivisme logique », dans M. Ouelbani, Le cercle de Vienne, Paris cedex 14, Presses Universitaires de France, « Philosophies », 2006,  (ISBN 2130550908), p. 127-146, [lire en ligne]
- Louis Vax, L’Empirisme logique de Bertrand Russell à Nelson Goodman, Paris, PUF, 1970
- Pierre Wagner (dir.), Carnap's Logical Syntax of Language, Palgrave Macmillan, 2009